# Ordre de bataille lors de la bataille de Montmirail
Ce qui suit est l'ordre de bataille des forces militaires en présence lors de la bataille de Montmirail, qui eut lieu le 11 février 1814 lors Campagne de France.

## Armée française

### Commandement en chef

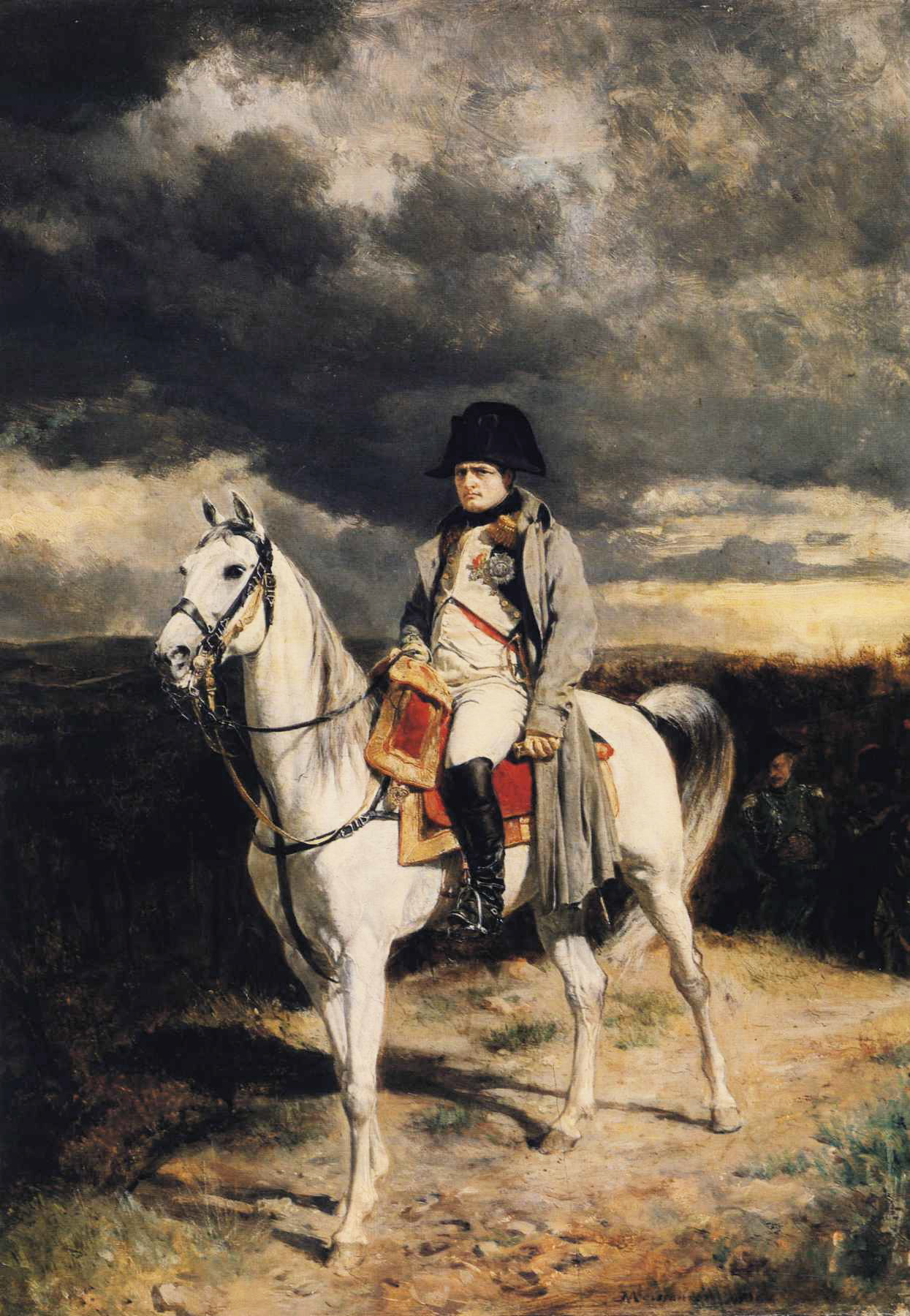
Napoléon en 1814, par Ernest Meissonier.

- Commandant en chef : empereur Napoléon Ier.

- Major-général : maréchal Louis-Alexandre Berthier
  - Aide major-général de la cavalerie : général de division Augustin-Daniel Belliard
  - Aide major-général de l'infanterie : général de division François Gédéon Bailly de Monthion
  - Aide major-général de la Garde : général de division Antoine Drouot

- Maréchal Michel Ney
- Commandant de l'infanterie de la Garde impériale : maréchal François Joseph Lefebvre
- Commandant l’artillerie : général de division Charles-Étienne-François Ruty
- Commandant le génie : général de division Joseph Rogniat
- Grand maréchal du Palais : général de division Henri Gatien Bertrand

- Escadrons de service, sous les ordres du général Jean Dieudonné Lion — 400 hommes 
  - Chasseurs à cheval de la Garde impériale — 100 hommes
  - Grenadiers à cheval de la Garde impériale — 100 hommes
  - Dragons de la Garde impériale — 100 hommes
  - Lanciers polonais de la Garde impériale — 100 hommes

### 1redivisiond'infanterie de la Garde
La 1re division d'infanterie de la Garde, forte de 4 705 hommes, est sous les ordres du général de division Louis Friant. 
- 1re brigade sous les ordres du général de brigade Pierre Cambronne
  - 1er régiment de chasseurs à pied de la Garde impériale — 1er et 2e bataillons, 1 265 hommes
  - 2e régiment de chasseurs à pied de la Garde impériale — 1er et 2e bataillons, 898 hommes
- 2e brigade sous les ordres du général de brigade Jean-Martin Petit
  - 1er régiment de grenadiers à pied de la Garde impériale — 1er et 2e bataillons, 1 393 hommes
  - 2e régiment de grenadiers à pied de la Garde impériale — 1er et 2e bataillons, 1 044 hommes
- Service du génie — 105 hommes

### 2edivisiond’infanterie de la Garde

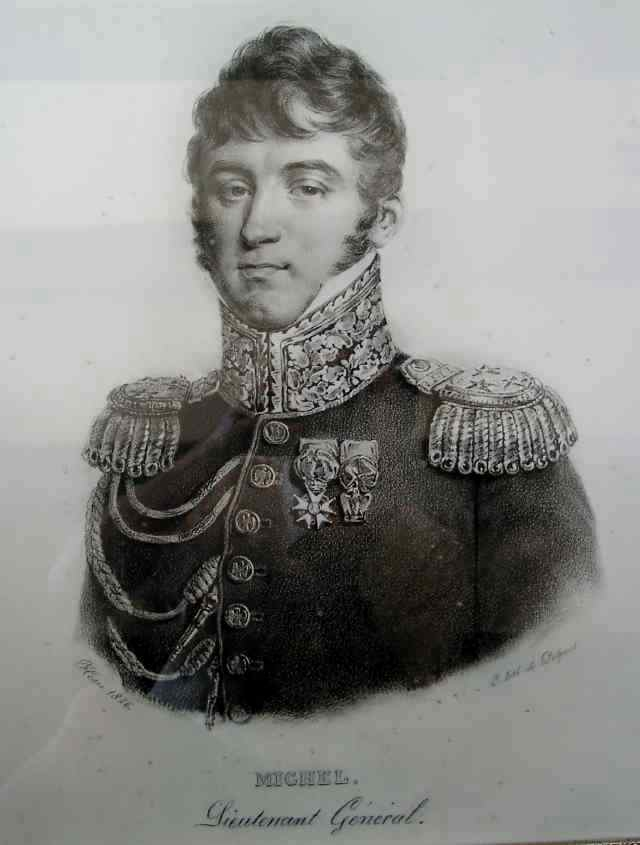
Le général de division Claude Étienne Michel, commandant la 2e division d'infanterie de la Garde.

La 2e division d'infanterie de la Garde, forte de 3 878 hommes, détachée du corps d'armée du maréchal Édouard Mortier, est sous les ordres du général Claude Étienne Michel.
- 1re brigade sous les ordres du général Jean Louis Gros
  - Régiment de flanqueurs-chasseurs de la Garde impériale — 1er et 2e bataillons, 1 042 hommes
  - Régiment de flanqueurs-grenadiers de la Garde impériale — 1er et 2e bataillons, 285 hommes
  - Régiment de vélites de Florence — 333 hommes
  - Régiment de vélites de Turin — 164 hommes
- 2e brigade sous les ordres du général Joseph Christiani
  - Régiment des fusiliers-chasseurs de la Garde impériale — 1er et 2e bataillons, 1 366 hommes
  - Régiment des fusiliers-grenadiers de la Garde impériale — 1er et 2e bataillons, 688 hommes

- Artillerie de la Garde impériale :
  - 7e compagnie d'artillerie à pied
  - 4e compagnie d'artillerie à cheval

### Cavalerie de la Garde

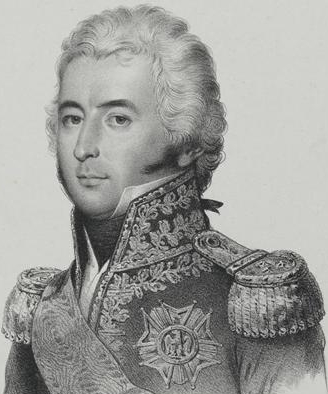
Le général de division Étienne de Nansouty, commandant la cavalerie de la Garde.

Cavalerie de la Garde impériale : général de division Étienne Marie Antoine Champion Nansouty — 4 943 hommes
- 1re division de cavalerie de la Garde : général de division Pierre David de Colbert-Chabanais
  - 2e régiment de chevau-légers lanciers de la Garde impériale — 844 hommes
  - 2e régiment des éclaireurs de la Garde impériale
- 2e division de cavalerie de la Garde (Jeune Garde) : général de division Louis Marie Levesque de Laferrière — 2 228 hommes
  - Chasseurs à cheval de la Garde impériale — 585 hommes
  - Grenadiers à cheval de la Garde impériale — 909 hommes
  - Dragons de la Garde impériale — 734 hommes
- 2e division de cavalerie de la Garde (Vieille Garde) : général de division Claude Étienne Guyot — 2 585 hommes
  - 1re brigade : général de division Wincenty Krasiński
    - 1er régiment de chevau-légers lanciers polonais de la Garde impériale — 909 hommes
    - Chasseurs à cheval de la Garde impériale — 511 hommes

  - 2e brigade : général de brigade Pierre Dautancourt
    - Grenadiers à cheval de la Garde impériale — 300 hommes
    - Dragons de la Garde impériale — 460 hommes

### 8edivision d'infanterie
La 8e division d'infanterie, forte de 2 917 hommes, est sous les ordres du général Étienne Pierre Sylvestre Ricard
- 1re brigade sous les ordres du général Jean-Louis Fournier[1]
  - 2e régiment d'infanterie légère (112 hommes)
  - 4e régiment d'infanterie légère (136 hommes)
  - 6e régiment d'infanterie légère (197 hommes)
  - 9e régiment d'infanterie légère (130 hommes)
  - 16e régiment d'infanterie légère (199 hommes)
  - 40e régiment d'infanterie de ligne (223hommes)
  - 50e régiment d'infanterie de ligne (190 hommes)
- 2e brigade sous les ordres du général François Louis Boudin de Roville
  - 22e régiment d'infanterie de ligne (281 hommes)
  - 69e régiment d'infanterie de ligne (97 hommes)
  - 113e régiment d'infanterie de ligne (? hommes)
  - 136e régiment d'infanterie de ligne (582 hommes)
  - 138e régiment d'infanterie de ligne (108 hommes)
  - 142e régiment d'infanterie de ligne (95 hommes)
  - 144e régiment d'infanterie de ligne (306 hommes)
  - 145e régiment d'infanterie de ligne (261 hommes)

### Division de cavalerie

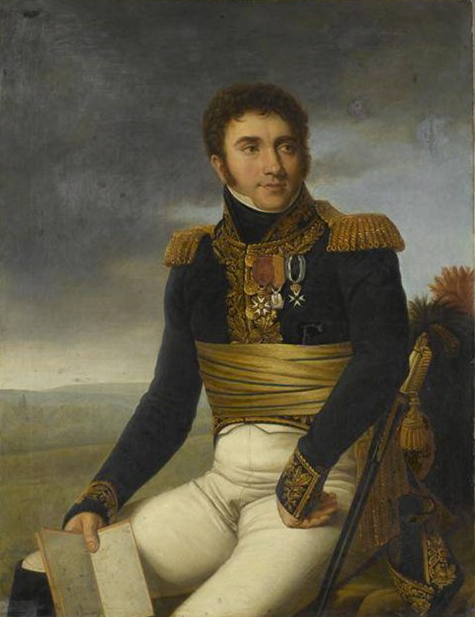
Le général de division Jean-Marie Antoine Defrance, commandant la division de cavalerie du corps de Mortier.

La division de cavalerie est sous les ordres du général Jean-Marie Defrance.
- 1re brigade : général Philippe-Paul de Ségur — 1 069 hommes
  - 3e régiment de gardes d'honneur de la Garde impériale
  - 4e régiment de gardes d'honneur de la Garde impériale — 750 hommes pour les 2 régiments
  - Artillerie et train
- 2e brigade : général Cyrille Simon Picquet — 915 hommes 
  - 10e régiment de hussards — 548 hommes
  - 1er régiment de gardes d'honneur de la Garde impériale — 367 hommes

### Artillerie
L'artillerie se compose de:
- 2 batteries à cheval du 6e corps (12 pièces)
- 1 batterie de 12 du 6e corps (6 pièces)
- Artillerie de la 8e division d'infanterie (4 pièces)
- 1 batterie à pied de la Garde (8 pièces)
- 1 batterie à cheval de la Garde (6 pièces)